# Eloise Smyth
Eloise Valentine Smyth (* März 1995 in Islington, London) ist eine britische Schauspielerin.

## Leben und Karriere
Eloise Smyth wurde im März 1995 im Nordlondoner Ortsteil Islington geboren. Sie ist das jüngste Kind von Cathal Joseph Smyth – bekannt als Chas Smash, Sänger und Multiinstrumentalist der Ska-Band Madness – und von Joanna Brown.
Smyth gab 2012 ihr Schauspieldebüt in Ill Manors – Stadt der Gewalt. Im selben Jahr übernahm sie eine Nebenrolle im Film Love Bite – Nichts ist safer als Sex und war in einer Episode der Fernsehserie Hunted – Vertraue niemandem zu sehen. Größere Bekanntheit erlangte sie durch ihre Rolle der Flora an der Seite von Sean Bean in der Serie The Frankenstein Chronicles, in der sie von 2015 bis 2017 in insgesamt neun Episoden mitwirkte. 2017 folgte die Rolle der Yeva Podnikov in der Serie Fortitude und sie übernahm die Rolle der Savage Sue im Science-Fiction-Film How to Talk to Girls at Parties. Ab demselben Jahr bis einschließlich 2019 mimte sie in insgesamt 24 Episoden der Serie Harlots – Haus der Huren die Rolle der Lucy Wells. 2020 folgte eine Besetzung im Kurzfilm Ending, im Folgejahr spielte sie im Kurzfilm Cyn und im Spielfilm I Am Mortal und 2022 im Film The Good Neighbor mit.

## Filmografie (Auswahl)
- 2012: Ill Manors – Stadt der Gewalt (Ill Manors)
- 2012: Love Bite – Nichts ist safer als Sex (Love Bite)
- 2012: Hunted – Vertraue niemandem (Hunted, Fernsehserie, Episode 1x08)
- 2013: Life of Crime (Miniserie, Episode 1x01)
- 2013: Sea View (Kurzfilm)
- 2015–2017: The Frankenstein Chronicles (Fernsehserie, 9 Episoden)
- 2017: Fortitude (Fernsehserie, 9 Episoden)
- 2017: How to Talk to Girls at Parties
- 2017–2019: Harlots – Haus der Huren (Harlots, Fernsehserie, 24 Episoden)
- 2020: Ending (Kurzfilm)
- 2021: Cyn (Kurzfilm)
- 2021: I Am Mortal
- 2022: The Good Neighbor